# European Masters 1984
Het Zwitsers Open is een golftoernooi dat in 1923 werd opgericht en behoort tot de Europese PGA Tour sinds die in 1972 werd opgericht. Dit jaar werd het gespeeld van 30 augustus - 2 september op de baan van de Golf Club Crans-sur-Sierre. Het prijzengeld was € 225.595, waarvan de winnaar € 37.199 kreeg.
Winnaar was de Canadees Jerry Anderson (1955), die een recordscore van -27 noteerde. Het record werd door Ernie Els in 2003 verbroken met -29. Het was de enige overwinning voor Anderson op de Europese Tour. Hij eindigde op de Order of Merit in 1984 op de 9de plaats, een persoonlijk record.
| Nr  | Winnaar              | Score           | Score |
| --- | -------------------- | --------------- | ----- |
| 1   | Jerry Anderson       | 63-66-66-66=261 | -27   |
| 2   | Howard Clark         | 63-71-68-64=266 | -22   |
| 3   | Bernhard Langer      | 68-65-66-68=267 | -21   |
| T4  | Anders Forsbrand     | 67-70-67-64=268 | -20   |
| T4  | Sandy Lyle           | 65-68-69-66=268 | -20   |
| 6   | Jose Maria Canizares | 68-67-66-68=269 | -19   |
| 7   | Hubert Green         | 67-65-71-68=271 | -17   |
| T8  | Ronan Rafferty       | 71-66-67-68=272 | -16   |
| T8  | Ian Woosnam          | 70-71-64-67=272 | -16   |
| T10 | Simon Bishop         | 70-67-68-68=273 | -15   |
| T10 | Peter Teravainen     | 72-65-68-68=273 | -15   |
| T10 | Lanny Wadkins        | 67-75-64-67=273 | -15   |

Vanaf 1972:
1972 · 
1973 · 
1974 · 
1975 · 
1976 · 
1977 · 
1978 · 
1979 · 
1980 · 
1981 · 
1982 ·   
1983 · 
1984 ·
1985 ·
1986 ·
1987 ·
1988 ·
1989 ·
1990 ·
1991 ·
1992 ·
1993 ·
1994 ·
1995 ·
1996 · 
1997 ·
1998 ·
1999 · 
2000 · 
2001 · 
2002 · 
2003 · 
2004 · 
2005 · 
2006 · 
2007 · 
2008 · 
2009 · 
2010 · 
2011 · 
2012 · 
2013 · 
2014
1972 ·
1973 ·
1974 ·
1975 ·
1976 ·
1977 ·
1978 ·
1979 ·
1980 ·
1981 ·
1982 ·
1983 ·
1984 ·
1985 ·
1986 ·
1987 ·
1988 ·
1989 ·
1990 ·
1991 ·
1992 ·
1993 ·
1994 ·
1995 ·
1996 ·
1997 ·
1998 ·
1999 ·
2000 ·
2001 ·
2002 ·
2003 ·
2004 ·
2005 ·
2006 ·
2007 ·
2008 ·
2009 ·
2010 ·
2011 ·
2012 ·
2013 ·
2014 ·
2015 ·
2016